# Цісик Олег Омелянович
Цісик Олег Омелянович (Псевдо: «Гарт», «Карпатець», «Косар», «Старий»; 1922, м. Коломия, Івано-Франківська область – 17 серпня 1949, с. Кунин, Мізоцький район, Рівненська область) – двічі лицар Бронзового Хреста Заслуги УПА.

## Життєпис
Народився у сім’ї священика. Закінчив Стрийську гімназію. Навчався в медінституті. 
Член ОУН з середини 1930-х років. У роки першої більшовицької окупації перебував на еміграції в Кракові, де закінчив курси радистів. Учасник похідних груп ОУН на Східну Україну (1941). Організатор підпілля на Київщині. 
За різними даними: керівник пункту радіозв’язку між УПА на Волині та ГВШ; радист УПА-Південь, керував навчанням радистів на Тернопільщині, зокрема, в Крем’янеччині та у с. Дермань. 
Керівник Здолбунівського районного проводу ОУН (літо 1945 – ?). Загинув у криївці разом із п’ятьма побратимами.

## Нагороди
- Згідно з Наказом Головного військового штабу УПА ч. 4/45 від 11.10.1945 р. радист УПА-Південь Олег Цісик – «Карпатець» нагороджений Бронзовим хрестом заслуги УПА.
- Згідно з Наказом Головного військового штабу УПА ч. 1/48 від 12.06.1948 р. керівник Здолбунівського районного проводу ОУН Олег Цісик – «Карпатець» вдруге нагороджений Бронзовим хрестом заслуги УПА.

## Вшанування пам'яті
- 21.10.2017 р. від імені Координаційної ради з вшанування пам’яті нагороджених Лицарів ОУН і УПА у м. Стрий Львівської обл. Бронзовий хрест заслуги УПА (№ 021) переданий Оксані Ребет-Луве, племінниці Олега Цісика – «Карпатця», а Бронзовий хрест заслуги УПА (№ 022) переданий Андрію Ребету, племіннику Олега Цісика – «Карпатця».